# La Conversion d'Alceste
La Conversion d'Alceste est une pièce de théâtre en un acte de Georges Courteline créée le 18 janvier 1905 à la Comédie-Française. 
Elle est la suite du Misanthrope de Molière, écrite dans le même style, en alexandrins. Elle montre un Alceste changé, ayant décidé d'être plus tolérant avec ses semblables. Hélas, il lui arrive les mêmes déboires.

## Comédie-Française,1905
- André Brunot : Oronte
- Jean Croué : M. Loyal
- Marcel Dessonnes : Philinte
- Louise Lara : Célimène
- Henry Mayer : Alceste